# Derde stuurman
Een derde stuurman of derde officier is een lid van de dekafdeling en wordt tewerkgesteld op een schip in de koopvaardij. De derde stuurman is een toezichthouder en staat ook in voor alle veiligheid aan boord van het schip. Andere werkzaamheden waarmee de derde stuurman zich mee bezighoudt hangt af van type schip en in welke maritieme sector hij tewerkgesteld wordt. 
Men blijft nooit derde stuurman. De intentie is altijd om van derde stuurman te promoveren tot Tweede stuurman om dan uiteindelijk zo verder door te stoten tot kapitein.
De term stuurman brengt heel wat verwarring met zich mee want dezer dagen heeft men al bemanningsleden met de specifieke taak om het schip te sturen. Deze persoon wordt de roerganger of in de Engelse term "helmsman" genoemd.

## Vaardigheden
Stuurman zijn brengt veel verantwoordelijkheid met zich mee. Daarnaast sta je ook in voor de veiligheid. Zo zorg je ook voor het laden, vervoeren en lossen van de lading en alle daarbij horende nautische handelingen. Het aan- en afmeren leid jij in goede banen.

### Leiderschap
Vaardgheid nummer 1 is leiderschap. Men moet autoritair en consequent zijn tegenover andere bemanning die onder hem staat. Daar hoort ook bij dat dat je zorgt voor de naleving van opgestelde procedures en voorschriften. De veiligheid, gezondheid en het welzijn van de bemanning en eventueel bezoekers op het schip valt immers onder jouw verantwoordelijkheid. Leiderschapsvaardigheden zijn daarbij erg belangrijk. Dat betekent dat je niet alleen makkelijk anderen aanstuurt, maar ook het overzicht bewaart en precies weet wat er op dat moment nodig is om het werk gedaan te krijgen.

### Oplossingsgericht zijn
Het werk aan boord kan zeer onvoorspelbaar zijn en men heeft niet altijd de perfecte middelen aan boord. Een storing of een plotse weersverandering kan het plan snel in duigen laten vallen. Een derde stuurman moet dus in staat om voor iedere situatie een creatieve oplossing te bedenken. Improviseren en creatief denken hoort bij de job.
- Technische kennis

Het spreekt eigenlijk voor zich dat je als stuurman een goed technisch inzicht nodig hebt. Je bent immers de hele dag in de weer met technische installaties en apparatuur. Afhankelijk van je werkplek, ben je in sommige gevallen ook verantwoordelijk voor het controleren en laten functioneren van de motoren, generatoren en ander systemen.

### Communicatie
Communicatie en kunnen werken in groepsverband is zeer belangrijk aan boord. Je moet je op heldere en effectieve wijze een boodschap kunt overbrengen en anderen goed begrijpen. Vandaag de dag werkt men met veel nationaliteiten aan boord dus dat maakt deze vaardigheid extra belangrijk.

## Rol aan boord

### Wachtlopen
Naast de veiligheid moet de derde stuurman ook gewoon mee wacht lopen. De derde stuurman loopt wacht van 8 uur tot 12 uur. Wachtlopen houdt in dat men de juiste koers aan houdt, weersomstandigheden en technische gegeven zoals snelheid over de grond en door water allemaal noteert in het daarvoor bestemde logboek. Tijdens de wacht moet men ook men ook alle mogelijke gevaarlijke situaties goed opvolgen en daarop kunnen anticiperen. 

### Veiligheid
De inspectie en het onderhoud van alle veiligheids-, reddings- en brandblusapparatuur aan dek staan onder toezicht van de derde stuurman. Hij moet ook het onderhoudslogboek up-to-date houden en hij houdt de kapitein en de hoofdofficier op de hoogte van elke aan de wal gelegen inspectie of dienst.
Het opstellen van een trainingsschema en veiligheidsoefeningen komen onder het beleid van de derde officier. Daar hoort dan ook het evalueren van deze oefeningen bij. Men moet telkens noteren wat er goed ging en wat er de volgende keer meer aandacht aan moet besteed worden.

### Laad- en losoperaties
Assisteren van de Chief Officier bij het laden en lossen van vracht. Als het schip in de haven ligt wordt de derde officier opgelegd om havenwacht te lopen om te zien of niets of niemand ongewenst aan boord komt.

### Andere
Onderhoud, opslag en etikettering van alle vlaggen, signaalapparaten en -vormen. Correctie van de ALRS (admiralty list of lights). Assisteren van de tweede officier bij het corrigeren en onderhouden van grafieken en wetenschappelijke publicaties. Onderhoud en instandhouding van alle meteorologische instrumenten en rapporten